# La Gauche ensemble
Ne doit pas être confondu avec La Pologne ensemble.
La Gauche ensemble (en polonais : Lewica Razem) est un parti politique polonais fondé en mai 2015 sous le nom de « Ensemble » (Razem).

## Histoire

### Fondation
Ce parti a été créé par des militants de gauche désireux de constituer une candidature « anti-système » sans les dirigeants de l'Alliance de la gauche démocratique (SLD) pour les élections parlementaires du 25 octobre 2015, particulièrement après la débâcle de la candidate soutenue par ce parti à l'élection présidentielle de mai.
Les fondateurs de Razem jugent alors qu'il n'y a pas de véritable représentant de gauche au sein du Parlement, critiquant notamment la SLD et son président Leszek Miller. 
Ces militants étaient parfois nouvellement engagés dans une organisation politique, d'autres issus des Jeunes Socialistes (Młodzi Socjaliści) et des Verts. Le premier bureau est constitué de neuf membres : Aleksandra Cacha, Alicja Czubek, Jakub Danecki, Magdalena Malińska, Mateusz Mirys, Katarzyna Paprota, Piotr Szmielew, Adrian Zandberg et Marcelina Zawisza. Marta Nowak est la porte-parole du parti .

### Élections parlementaires de 2015
Alors que la SLD, Twój Ruch (TR), l'Union du travail (UP), Les Verts (Zieloni) et le Parti socialiste polonais (PPS) fondent la coalition Gauche unie (ZL) sous la houlette de Barbara Nowacka, issue de TR après être passée par l'UP, où elle a côtoyé plusieurs dirigeants de Razem, la nouvelle formation décide de maintenir une candidature autonome. 
Avec 3,6 % des suffrages exprimés, Razem échoue à franchir le seuil des 5 % pour accéder à la Diète, tandis que la ZL n’atteint pas le seuil des 8 % imposé aux coalitions. Alors que la gauche réunit plus de 11 % des voix, elle ne fait élire aucun représentant à la chambre basse du Parlement polonais pour la première fois depuis 1989.

### Rapprochement avec la gauche en 2019
Pour les élections européennes du 26 mai 2019, Razem participe à la coalition La Gauche ensemble (pl) avec l'UP et le Mouvement pour la justice sociale (pl) (RSS), tandis que l'opposition de centre gauche, du centre et de centre droit à Droit et justice (PiS) se réunit sous la bannière de la Coalition européenne (pl) (KE). Alors que la KE réunit 38,5 %, la Gauche ensemble recueille à peine 1,2 %.
Le 1er juin suivant, Razem change son nom au profit de celui de sa coalition défaite et devient « La Gauche ensemble ».
Le parti s'associe finalement à l'Alliance de la gauche démocratique, ainsi qu'au parti Printemps (Wiosna) au sein d'une coalition informelle baptisée « La Gauche » (Lewica) dans l'optique des élections parlementaires du 13 octobre 2019. Avec 12,6 %, les partis de gauche reviennent à la Diète en remportant 49 sièges, dont six pour La Gauche ensemble.

### Élections parlementaires de 2023
Le 27 février 2023, Nouvelle Gauche (qui succède à l'Alliance de la gauche démocratique et à Wiosna), La Gauche ensemble, le Parti socialiste polonais et l'Union du travail s'accordent pour se présenter unis aux élections parlementaires d'octobre 2023 au sein d'une même liste électorale « Lewica » (La Gauche).

## Objectifs
Le parti Razem se dit proche de mouvements européens de gauche alternative, par exemple des Espagnols de Podemos, mais aussi du modèle social scandinave.
Son programme prévoit notamment de :
- Interdire les contrats de travail précaires et contrats de prestation de service pour un salariat dissimulé
- Augmenter le salaire minimal garanti
- Introduire la semaine de 35 heures et réglementer les stages
- Abaisser le seuil de non-imposition et augmenter de la progressivité de l'impôt sur le revenu, avec l'introduction d'un taux d'imposition de 75 % pour les personnes dont le revenu annuel dépasse 500 000 zlotys (environ 120 000 euros).
- Introduire une taxe sur les transactions financières
- Limiter les horaires d'ouverture et de travail les dimanches et jours fériés
- Mettre fin à la marchandisation et la privatisation des soins de santé et au désengagement budgétaire de l'État dans ce domaine
- Refuser la signature du Partenariat transatlantique de commerce et d'investissement
- Introduire l'éducation sexuelle dans les programmes scolaires
- Donner des droits égaux à tous les couples, y compris entre personnes du même sexe
- Autoriser l'interruption volontaire de grossesse
- Porter le congé parental à 480 jours à partager entre les deux parents
- Réduire le salaire des parlementaires à 3 fois le salaire minimum
- Interdire les expulsions sans relogement

Le parti soutient l'accueil en Pologne de réfugiés de guerre syriens ou venus d'autres pays, quelle que soit leur religion.

## Résultats électoraux

### Diète (Chambre basse du Parlement polonais)
| Année | Voix                 | %                    | Rang                 | Sièges  | Gouvernement                                                     |
| ----- | -------------------- | -------------------- | -------------------- | ------- | ---------------------------------------------------------------- |
| 2015  | 550 349              | 3,6                  | 8e                   | 0 / 460 | Extra-parlementaire                                              |
| 2019  | Au sein de La Gauche | Au sein de La Gauche | Au sein de La Gauche | 6 / 460 | Opposition                                                       |
| 2023  | Au sein de La Gauche | Au sein de La Gauche | Au sein de La Gauche | 7 / 460 | Opposition (2023), Soutien (2023-2024), opposition (depuis 2024) |